# 阿閦佛心咒
阿閦佛心咒，或作不動佛心咒，為東方妙喜世界阿閦佛（或名不動佛）之咒語，別名阿閦佛往生咒。

## 功德利益
臨終前見此咒能淨除一切業障，包含五無間罪；聽聞此咒不墮三塗。
若持誦此咒，吹氣加持沙子、水、白芝麻或白芥子，再把受加持物品灑在已死的有情身上，可使之立刻解脫惡趣。

## 咒文

### 玄奘譯版
出自唐玄奘法師所譯《拔濟苦難陀羅尼經》（一名《勝福往生淨土經》）：
「羯羯尼，羯羯尼。魯折尼，魯折尼。咄盧折尼，咄盧折尼。怛邏薩尼，怛邏薩尼。般剌底喝那，般剌底喝那。薩婆，羯莫般藍，般邏般迷。娑婆訶。」

### 宋朝譯版
出自《地藏慈悲救苦薦福利生道場儀.第四卷》
東方阿閦佛滅罪神咒
稽首東方歡喜國，威德廣大阿閦尊。
不違本願救眾生，誓度有情超苦海。
十三大罪難懺悔，此咒能令得消除。
辟支羅漢及凡流，誦念總達菩提岸。
「南謨。婆伽嚩帝。阿屈芻。毗夜耶。怛他誐多耶。阿囉訶帝。三藐三菩陀耶。怛你也他。唵。誐誐寧。誐誐寧。盧枳帝。盧枳帝。答魯吒寧。答魯吒寧。怛囉叉寧。怛囉叉寧。波播囉帝。婆播囉帝。賀多寧。賀多寧。婆囉賀多寧。婆羅賀多寧。娑哩縛。揭哩摩。鉢哩波羅耶。阿曲芻。鞞野耶。度娑訶。」

### 流通版
出自甘珠爾大藏經《不動佛陀尼經》
南摩。列那。乍呀呀。唵。槓嘎尼。
槓嘎尼。羅渣尼。羅渣尼。卓達尼。
卓達尼。乍沙尼。乍沙尼。乍帝哈納。
乍帝哈納。薩哇噶瑪。巴南巴喇。
納美。薩哇薩埵。念渣。梭哈。

### 羅馬字母轉寫
Namo ratnatrayāya! Oṃ, kamkani kamkani, rocaṇi rocaṇi, troṭaṇi troṭaṇi, trāsaṇi trāsaṇi, pratihana pratihana sarva karma paraṃparaṇi me sarva sattva naṃ ca svāhā!

### 第十七世大寶法王口誦版本
那莫。邦嘎瓦帝。阿秋比亞。達他噶他雅。阿惹哈地。桑雅桑布他雅。打笛牙他。嗡。岡嘎尼。岡嘎尼。卓渣尼。羅渣尼。朵達尼。朵達尼。達拉薩尼。達拉薩尼。布拉地哈納。布拉地哈納。薩哇。不拉姆不拉姆。不拉 。捏美。薩哇薩埵。念在。梭哈。

## 外部連結
- 不動如來妙喜願海
- 第十七世大寶法王噶瑪巴中文官網--漢文、藏文《拔濟苦難陀羅尼經》
- 不動佛心咒之功德 （页面存档备份，存于）